# Alfred Dreifuß
Alfred Leopold Dreifuß (ursprüngliche Schreibweise Dreifuss; * 3. September 1902 in Stuttgart; † 23. Februar 1993 in Berlin) war ein deutscher Theaterschauspieler, Dramaturg, Regisseur und Publizist.

## Leben und Wirken

### Stuttgart und Esslingen
Alfred Dreifuß wurde 1902 als einziger Sohn des jüdischen Arztes Gustav Dreifuss und seiner aus einer wohlhabenden badischen Viehhändlerfamilie stammenden Frau Sofie in Stuttgart geboren. Nachdem sein Vater während eines Aufenthalts in New York bei Auseinandersetzungen um Spielschulden erschossen worden war, wurde er von der Mutter und deren Angehörigen großgezogen. Dreifuß wuchs in Stuttgart auf, bis er 1913 auf die Wilhelmsanstalt im nahe gelegenen Esslingen geschickt wurde. Dabei handelte es sich um ein freisinniges jüdisches Waisenhaus, das auch Internatsschüler aufnahm. Er besuchte dort lediglich den Religionsunterricht einschließlich der Lehrstunden in Bibelhebräisch und erhielt seine Schulbildung ansonsten extern auf einem Esslinger Gymnasium.
Infolge einer 1915 während eines Besuchs im Zirkus Hagenbeck in Karlsruhe bei einem französischen Luftangriff im Ersten Weltkrieg erlittenen Schädigung eines Armgelenks (die ihn zeitlebens behindern sollte) musste er das Klavier- und Geigenspiel aufgeben. Stattdessen sang er in einem Esslinger Oratorienchor. Schließlich kam es noch zu einer, wenn auch nicht-militärischen, Beteiligung am Kriegsgeschehen, indem er als Lazaretthelfer eingesetzt wurde. In diese Zeit fielen die ersten Berührungen mit Ideen der politischen Linken.
Nach abgelegtem Notabitur begann er eine Lehre in einer Verlagsdruckerei. Dort wurde er wegen seiner guten Deutschkenntnisse gerne zum Korrekturlesen herangezogen. Immer noch an seiner Armverletzung laborierend, konnte er nicht weiterbeschäftigt werden. Am 1. Juli 1920 wurde er von der Ersten Württembergischen Glacéhandschuhfabrik Moritz Feigenbaum & Sohn in Esslingen eingestellt, jedoch 1922 rausgeworfen, weil er den Arbeitseifer vermissen ließ. Von Juli 1922 bis 1923 absolvierte er mit größerem Interesse eine Sortimentsbuchhändlerlehre bei August Stocker in Esslingen. Sein größtes Interesse wurde schließlich während eines Kuraufenthaltes im Schwarzwald geweckt, als er bei Laientheaterspielen mitwirkte.
Er ging zurück nach Stuttgart und wurde 1923 Volontär bei Regie und Dramaturgie an den Württembergischen Landestheatern. Seine Aufgaben bestanden in Assistenzdiensten in der Opernregie, der Beleuchtungstechnik und der Abendregie. Zugleich war er Gasthörer an den Universitäten in Tübingen und München in den Fächern Theater- und Musikgeschichte und belegte Vorlesungen und Übungen in Partiturkunde und Harmonielehre an der Hochschule für Musik der Stadt Stuttgart, wo er mit einer Inszenierung von Henry Purcells Dido und Aeneas das Examen ablegte. Da er als Volontär keinen Lohn bezog, verdiente er sich als Statist und Souffleur, durch Rundfunkbeiträge und als Schaufensterdekorateur nebenbei noch etwas hinzu. Bei letzterer Tätigkeit ging er vor, als würde er ein Bühnenbild kreieren oder eine Spielhandlung in Szene setzen. Er bezeichnete dies als „eine Art von Ersatzhandlung“ für unerfüllte Inszenierungsbegierden. Immerhin konnte er als Hilfsregisseur bei einem Zyklus moderner Dramatik am Stuttgarter Schauspielhaus mitwirken.
1925 erfolgte der Eintritt in die KPD. Diese Mitgliedschaft ging später in der DDR in die SED-Mitgliedschaft und im wiedervereinigten Deutschland in die PDS-Mitgliedschaft über.
Mit Ablauf der Volontariatszeit trat Dreifuß 1927 eine bezahlte Stelle als Assistent der Dramaturgie und der Regie in der Schauspielsparte der Württembergischen Landestheater an. Unter anderem hielt er Einführungsvorträge und verfasste Texte für Theaterprogrammhefte.

### Berlin
Im Winter 1929/1930 wurde er Privatsekretär von Julius Bab in Berlin, der ihn, entgegen seiner Absicht, nicht an der Volksbühne hatte unterbringen können. Dreifuß schloss sich der Gesellschaft der Freunde des neuen Rußland an, erhielt eine private kommunistische Schulung durch Alfred Kurella und unterzog sich einer institutionellen durch die Marxistische Arbeiterschule (MASCH), hier insbesondere durch Hanns Eisler. Im November 1930 war er Mitbegründer der kleinen proletarischen Spieltruppe Junge Volksbühne mit Agitprop-Programm. Unter der Leitung von Hans Rodenberg und begleitet von dem Pianisten Joseph Kosma boten sie an wechselnden Orten eine experimentelle Mischung aus politischem Theater, Gesang und Pantomime.
Ab 1931 war er in der Sektion Film – Bühne – Musik der Revolutionären Gewerkschafts-Opposition (RGO) aktiv. Mit dieser setzte er sich für die Verbesserung von Gagen und Arbeitsverhältnissen ein, wobei es wiederholt zu Auseinandersetzungen mit der Polizei und Gewaltübergriffen seitens rechter Rotten kam. Mit Machtantritt der Nationalsozialisten löste sich die Junge Volksbühne im Januar 1933 vorsorglich auf. Dreifuß betrieb nun illegale Parteiarbeit und hielt sich einige Zeit mit einer ihm lästigen Arbeit als Beleuchter im Theater des Jüdischen Kulturbunds über Wasser. Vermutlich infolge einer Denunziation wurde er im März 1935 von der Gestapo verhaftet.
Nach verschiedenen Verlegungen des Gefangenen und seiner Verurteilung 1936 wegen „Vorbereitung zum Hochverrat“ kam er zur Strafverbüßung mit anschließender „Schutzhaft“ erst ins oberschlesische Beuthen (heute: Bytom), dann ins KZ Dachau und ins KZ Buchenwald. Im Frühjahr 1939 konnte er aufgrund des gerade in Kraft getretenen Ausbürgerungserlasses als „Stateless Refugee“ seine Auswanderung in das Emigrationszentrum Shanghai betreiben.

### Shanghai
In Shanghai machte er sich als Kunst- und Konzertberichterstatter bei Emigrantenzeitungen nützlich. Mit anderen emigrierten Künstlern gründete er den „Artists Club“, der Anfang 1940 in European Jewish Artist Society (EJAS) umbenannt wurde. Es waren im Rahmen der Koordinierung und Bereicherung des Kulturlebens der Geflüchteten nur behelfsmäßige Darbietungen möglich, die für ein notdürftiges Auskommen sorgten. Seine Funktionen waren die eines Sekretärs und eines Dramaturgen. Die Handlungsfähigkeit der Künstlervereinigung und damit deren Existenz blieb nicht lange erhalten; genaue Angaben darüber fehlen. Außerdem gab Dreifuß an der chinesisch-amerikanischen Universität Shanghai, der Saint John’s University, Unterricht in Musikgeschichte. Diese Tätigkeit endete mit der Schließung der Universität nach der Besetzung Shanghais durch die japanische Armee im Dezember 1941. Die Kapitulation Japans am 2. September 1945 verbesserte die Situation des zuletzt ghettoisierten Dreifuß, und einige Zeit später forcierte er seine Rückkehr nach Deutschland.

### Berlin und Theaterprovinz
Alfred Dreifuß, Repatriant und sogleich auch registriertes „Opfer des Faschismus“, wurde 1947 Chefdramaturg der Volksbühne in Ost-Berlin, bis diese Ende 1948 aufgelöst wurde. 1948 war auch das Jahr, in dem ihn die Genossenschaft Deutscher Bühnen-Angehöriger aufnahm. Des Weiteren wurde er 1949 Mitglied der Gesellschaft für Deutsch-Sowjetische Freundschaft.
Es folgte eine Intendanz in Potsdam am Landestheater der Mark Brandenburg. Diese Amtszeit währte von 1949 bis 1950. Angebliche wirtschaftliche Delikte führten zu seiner Verhaftung und zwei Prozessen, an deren Ende ein Schuldspruch stand. Er saß bis Januar 1952 in Gefängnissen in Potsdam und Cottbus ein und wurde zudem aus der SED ausgeschlossen. Aus der Haft entlassen, orientierte er sich beruflich außerhalb von Berlin. Zunächst war er 1952 Dramaturg an den Städtischen Bühnen Magdeburg, dann 1953 am Landestheater Stralsund und von 1954 bis 1956 Chefdramaturg am Mecklenburgischen Staatstheater Schwerin, wo er seine Lieblingsoper Wolfgang Amadeus Mozarts Don Giovanni inszenierte.
1952 trat er in den Kulturbund zur demokratischen Erneuerung Deutschlands ein und im September 1954 in die Gesellschaft zur Verbreitung wissenschaftlicher Kenntnisse. Er wurde auch Mitglied der Ernst-Barlach-Gesellschaft der DDR, was mit der Arbeit am Güstrower Theater in Verbindung stand. In seiner dortigen Amtszeit von 1956 bis 1958 arbeitete er eng mit dem Deutschen Kulturbund zusammen.
Eigentlich hatte Dreifuß nach generalstaatsanwaltlicher Tilgung der in den Jahren 1936 und 1950 ergangenen Verurteilungen sowie der Wiederaufnahme in die SED 1956 nach Berlin zurückkehren wollen, aber Bernhard Quandt hatte ihn überredet, nach Güstrow zu kommen. Nach der beruflichen Station Güstrow ging es dann tatsächlich in die Hauptstadt der DDR.

### Berlin zum Dritten
1958 leitete er kurzzeitig die Programmabteilung der Konzert- und Gastspieldirektion (KGD) im Bezirk Berlin. Noch 1958 wurde er als Dramaturg am Varietétheater Friedrichstadt-Palast angestellt. Von 1961 bis 1977 arbeitete er zunächst freischaffend, dann (ab 1964) als Festangestellter am Märkischen Museum. Dort befasste er sich mit dem Teilnachlass Gerhart Hauptmanns sowie der Theatergeschichte Berlins und organisierte zahlreiche Ausstellungen. 1975 bis 1980 arbeitete er an dem Projekt „Kunst und Literatur im antifaschistischen Exil“ der Akademie der Wissenschaften der DDR und der Akademie der Künste der DDR mit und veröffentlichte in diesem Zusammenhang 1979 den Bericht Schanghai – Eine Emigration am Rande. 1985 publizierte er zudem die Autobiografie Ensemblespiel des Lebens. Erinnerungen eines Theatermannes. Dreifuß war ein brillanter Interpret des Jüdischen Witzes.
Nach dem Tod seiner 1953 geehelichten Frau im Jahre 1987 zog Alfred Dreifuß in die Marie-Seebach-Stiftung, ein Altenheim speziell für Bühnenkünstler in Weimar. Im Juli 1990, kurz nach dessen Gründung im Mai, wurde er Mitglied des ANTIFA – Bundes der Antifaschisten in der DDR im Landesverband Thüringen. Seine 1958 unehelich geborene Tochter holte ihren schwer erkrankten Vater 1991 zu sich nach Berlin. Am 23. Februar 1993 starb Alfred Dreifuß dort.

## Zitat
„Den Theatern in den ‚Provinzen‘ der DDR ist eine Aufgabe zugewiesen, deren Größe weit über das hinausgeht, was einstens der Zweck der Provinzbühnen war. Sie sind die ‚moralischen Anstalten‘ einer kommenden sozialistischen Generation.“

## Auszeichnungen
- 1956: Ehrennadel der Nationalen Front
- 1957: Silberne Medaille der Gesellschaft für Deutsch-Sowjetische Freundschaft
- 1958: Medaille für Kämpfer gegen den Faschismus 1933 bis 1945
- 1965: Abzeichen der SED für 40-jährige Parteizugehörigkeit
- 1967: Medaille für ausgezeichnete Leistungen
- 1970: Verdienstmedaille des Ministerrates der Deutschen Demokratischen Republik
- 1972: Ehrenurkunde „25 Jahre Gesellschaft für Deutsch-Sowjetische Freundschaft“
- 1977: Vaterländischer Verdienstorden in Silber
- 1979: Johannes-R.-Becher-Medaille in Bronze
- 1982: Vaterländischer Verdienstorden in Gold
- 1986: Ehrenplakette des Zentralen Klubs der Gewerkschaft Kunst „Die Möwe“
- 1988: Carl von Ossietzky Medaille des Friedensrates der DDR

## Publikationen

### Selbstständige Publikationen
- Deutsches Theater Berlin. Schumannstraße 13 a. Fünf Kapitel aus der Geschichte einer Schauspielbühne. Henschelverlag Kunst und Gesellschaft, Berlin 1983.
- Ensemblespiel des Lebens. Erinnerungen eines Theatermannes. Buchverlag Der Morgen, Berlin 1985.

### Unselbstständige Publikationen (Auswahl)
- Theater in Shanghai. Oedipus, Der Lachende Ehemann, Flachsmann als Erzieher und Sturm im Wasserglas. In: Aufbau, 6. Jg., Nr. 33, 16. August 1940, S. 7.
- Wiedersehen mit Chaplin. In: Die Tribuene, Nr. 3, 4. Februarwoche 1940, S. 50 f.
- „Kleiner Opernfuehrer“. Zum „Opern-Abend“ der EJAS am 26. April. In: Shanghai Jewish Cronicle, 3. Jg., 20. April 1941, S. 10 (lexikonartige Komponisten-Vorstellung).
- Die Juden in der bildenden Kunst (I. Altertum bis Mittelalter). In: Jüdisches Nachrichtenblatt, 5. Jg., Nr. 30, 1. September 1944, S. 6.
- (unter dem Kürzel Dr. D.:) Die Juden in der bildenden Kunst. Graphik und Malerei in Mittelalter und Neuzeit. In: Jüdisches Nachrichtenblatt, 5. Jg., Nr. 32, 18. September 1944, S. 6 f. (Fortsetzung; nur dieser Teil ist mit „Dr. D.“ signiert).
- Die Juden in der bildenden Kunst (Schluss). Plastik und Architektur. In: Jüdisches Nachrichtenblatt, 5. Jg., Nr. 35, 8. Oktober 1944, S. 4 f. (Fortsetzung).
- Von der „Beggars-Opera“ zur „Dreigroschenoper“. In: China Daily Tribune. German Language Supplement, Jg. 1946, Nr. 36 (85), 26. Mai 1946, S. 6.
- Volksbühne. In: Herbert Ihering (Hrsg.): Theaterstadt Berlin. Ein Almanach. Henschelverlag, Berlin 1948, S. 193 f.
- (unter Pseudonym C. W. Liau:) Nazis in Shanghai. In: Die Weltbühne, Neue Folge, 4. Jg., Nr. 2, 11. Januar 1949, S. 55–59.
- (unter Pseudonym C. W. Liau:) Nazis in Shanghai. In: Die Weltbühne, Neue Folge, 4. Jg., Nr. 3, 18. Januar 1949, S. 88–90 (Fortsetzung).
- Sonst fiel nichts Bemerkenswertes vor. Ein kleines Kapitel Berliner Theaterkritik von anno 1827. In: Theater der Zeit, Heft 12/1956, S. 17–19 (über Theaterkritik-Zensur).
- Die theatralische Provinz. In: Ernst-Barlach-Theater Güstrow. Festschrift des Ernst-Barlach-Theaters Güstrow. Herausgegeben von der Intendanz anläßlich der Eröffnung des neu erbauten Hauses am 1. September 1957. Redaktion: Alfred Dreifuß. Ernst-Barlach-Theater, Güstrow 1957, S. 22–24.
- Anrecht oder Recht. In: Theater der Zeit, Heft 1/1957, S. 7 f. (zur Volksbühne).
- Schanghai – Eine Emigration am Rande. In: Werner Mittenzwei, Eike Middell, Alfred Dreifuss (Hrsg.): Kunst und Literatur im antifaschistischen Exil 1933–1945 in sieben Bänden. Bd. III: Exil in den USA. Reclam, Leipzig 1983 (1. Aufl. 1979), S. 447–517.
- (mit Klaus Michael:) Nachwort. In: Hugo Ball: Flametti oder vom Dandysmus der Armen. Aufbau-Verlag, Berlin/Weimar 1989, ISBN 3-351-01401-5, S. 193–207.
- Vorwort. In: Stephan Stompor: Jüdisches Musik- und Theaterleben unter dem NS-Staat (= Schriftenreihe des Europäischen Zentrums für Jüdische Musik; Band 6). Hochschule für Musik und Theater Hannover. Europäisches Zentrum für Jüdische Musik, Hannover: 2001, S. 11 f. (1988 verfasst).

### Herausgaben
- (mit Werner Mittenzwei, Eike Middell:) Kunst und Literatur im antifaschistischen Exil 1933–1945 in sieben Bänden. Bd. III: Exil in den USA. Reclam, Leipzig 1983 (1. Aufl. 1979).